# 貝厄德 (新墨西哥州)
貝厄德（英語：Bayard）是一個位於美國新墨西哥州格蘭特縣的城市。

## 人口
根據2020年美國人口普查的數據，貝厄德的面積為2.47平方千米，當中陸地面積為2.46平方千米，而水域面積為0.01平方千米。當地共有人口2116人，而人口密度為每平方千米857人。